# Club Atlético Claypole
El Club Atlético Claypole es un club con sede en la localidad de Claypole, partido de Almirante Brown, provincia de Buenos Aires, Argentina, cuya actividad principal es el fútbol. Fue fundado el 1 de octubre de 1923. Actualmente disputa la Primera C, cuarta categoría del fútbol argentino para los clubes directamente afiliados a la AFA.
Su estadio es el Rodolfo Vicente Capocasa, el cual fue inaugurado en 12 de noviembre de 1978 y tiene una capacidad para 4.000 espectadores.
Es conocido también como el Tambero o Tambo. Entre sus palmarés más importantes se encuentra el Campeonato de Primera D 1996/97, el cual ganó de manera invicta. Es el único título que el club tenía en su historia hasta que logró el campeonato de Primera D 2020 en enero de 2021.

## Historia
Fue fundado el 1 de octubre de 1923, cuando el lugar era todavía una zona rural. Su camiseta, a bastones negros y blancos, fue inspirada en la del Sunderland inglés, que había realizado recientemente una gira por Buenos Aires. También existe la teoría de que los colores del club surgieron en un amistoso disputado ante Defensa y Justicia. Aparentemente ambos conjuntos salieron a disputar el cotejo con vestimenta blanca, lo que impedía diferenciar a ambos equipos, entonces, dos viudas que presenciaban el cotejo rompieron sus vestidos negros, fabricando así en el instante varias tiras que les ofrecieron a los jugadores de Claypole para que las utilizaran pegándolas a sus camisetas formando una línea horizontal. Así pues el blanco y negro quedó adoptado para siempre.
Desde su afiliación a la AFA, producida en 1978, comenzó a militar en Primera D, hasta que en 1986 logró acceder a Primera C. Consiguió el ascenso tras salir en la segunda ubicación de la Zona C, igualando el puntaje con Villa San Carlos, equipo que también lograra 8 victorias, 3 empates y una derrota pero que sería primero por tener mayor diferencia de gol. Así pasó a la Rueda Final, en la que logró el segundo puesto en la Zona A, logrando el ascenso junto con Deportivo Laferrere y Luján.
En dicha etapa superó a Luján en cancha del Deportivo Morón 5-2; a Acassuso en campo de Ferro Carril Urquiza 2-1; a Deportivo Muñiz 4-0 en Almagro y a Centro Español 4-0 en Barracas Central, perdiendo solamente con Deportivo Laferrere 2-0 en la 2.ª fecha en campo de Barracas Central. El plantel lo dirigía Emilio Martínez y lo integraban Álvarez, García, Solaliga, Cabrera, Vázquez, Raimundo, De Brito, Morales, Pedroza, Barboza, Gallo, Danigno, Rodríguez, Portillo, Ortiz, Escalante y Leiva. Permaneció en la Primera C hasta la temporada 1993/94, cuando descendió.
En la temporada 1994/95 accedió al octogonal por el ascenso, del que fue eliminado en primera instancia por un sorprendente Sportivo Barracas a quien venció 1-0 de visitante, pero con el que perdió 0-6 como local. En ese conjunto ya comenzaban a aflorar ciertos atributos y jóvenes que luego edificarían un futuro más exitoso por cierto, dirigido por Alberto Vallejos, Luis Rodríguez, Godoy, Firpo, Anríquez, Mariano Quillutay, Landaburu, Mendieta, Canteros, Mazza, Horisberger, Walter Farías, Perfumo, Rojas, Méndez, Valdez y Matías Farías fueron algunos de ellos. En la temporada 1995/96 perdió la final del Reducido ante Cañuelas y fue el elenco albirrojo el que pasó a dirimir el ascenso frente a San Martín.
Su vuelta a la C se produjo luego de tres temporadas en la D, cuando consiguió el mayor logro de su historia, al consagrarse campeón de la temporada 1996/97, tras obtener el Clausura 1997, que ganó invicto, y vencer en la final por el ascenso a Comunicaciones, con quien debió disputar tres arduos encuentros. En el primero ganó 1-0 en All Boys; el segundo le fue dado por perdido 0-1 debido a un incidente generado en el Estadio de Talleres (RE) y en el tercero y definitivo encuentro jugado en el estadio de Defensores de Belgrano, ganó 1-0 tras vencer en tiempo suplementario con un recordado tanto de uno de sus ídolos, Roberto Claudio Agüero, que con 27 años fuera uno de los hombres más letales para los arqueros rivales con 7 temporadas militando en el club
Otros jugadores que formaron parte de este importante logro fueron Gustavo Acosta, Ariel Martín Arce, Fabián Barrios, Roberto Estévez, Jorge Fernández, Christian y Eladio Gallo, Omar Guerrero, Ariel Omar Etchelecú, Daniel Pedro Saranzotti, Oscar Roberto Leguizamón, Walter Vasconcellos, Oscar Rojas, Juan Cruz Ayala, Elías José Parella, Hugo Juan Alberto Leiva, Livio Blas Osuna, Carlos Gutiérrez, Livio Osuna, Zeger Frelier, Rafael Sosa, Ariel Omar Pérez,Juan Carlos Ruiz, Ernesto Fabián Acuña, Marcelo Greco, Paulo Christian Raúl Gorgerino, Andrés Miotti, Gerardo Losas, y Hernán Vázquez entre otros; conducidos por Antonio De Gregorio en la dirección técnica y Jorge Lusi en la presidencia. En este certamen disputó 13 encuentros, de los cuales ganó 9 y empató 4, con 33 tantos a favor y 14 en contra, sumando 31 unidades. De esa manera se convirtió también en el primer conjunto que siendo ganador de un certamen Clausura de la categoría obtenía el ascenso.

### Nuevo ascenso en 2021
Dada la pandemia de coronavirus y la suspensión del Campeonato de Primera D 2019-20 en el mes de abril de 2020, se creó el Campeonato Transición de Primera D 2020. En dicho torneo Claypole termina en primer lugar obteniendo un cupo para jugar la final contra Liniers que previamente se habìa consagrado campeón del Torneo Apertura del campeonato 2019-20. En dicha final Claypole se consagró campeón al ganar 1 a 0. De esta manera el 16 de enero de 2021 logra, después de 23 años, el ascenso a la Primera C.

### Copa Argentina
En el año 2012 Claypole logró pasar de fase en la Copa Argentina, ganándole por 2 a 0 a Fénix, de la Primera C. Luego enfrentó a Atlanta, participante de la Primera B, al que venció por 4 a 2 en la serie de penales luego de empatar 1 a 1 en el tiempo reglamentario, obteniendo de esta manera una de las victorias más importantes de su historia. Finalmente, en la siguiente ronda se enfrentó con Chacarita Juniors, que también estaba disputando la tercera categoría del fútbol argentino, en el estadio del conjunto de Villa Maipú. El partido terminó 4 a 0 a favor de Chacarita, pero se constituyó también en histórico para la institución, por haber sido el rival más encumbrado que le tocó enfrentar por un certamen oficial. En 2021 accede nuevamente a la Copa Argentina, enfrentando ahora en primera fase a Boca Juniors, disputando Claypole un tremendo partido, aunque perdiéndolo finalmente por 2 a 1. En 2023, Claypole enfrentó en su primer partido a Newell's Old Boys, ganándolo por 1 a 0 y avanzando de ronda, donde perdió en dieciseisavos de final con Belgrano de Córdoba por 1 a 0, quedando eliminado.

## Clásico Claypole-San Martín de Burzaco
Su clásico rival histórico es el Club Social y Deportivo San Martín de la ciudad de Burzaco, parte también del partido de Almirante Brown. Y con quien disputa el denominado “Clásico de Almirante Brown”

### Otras rivalidades
Además tiene rivalidad con Brown (A) pero hace muchos años no se enfrentan ya que militan en categorías dispares. Otros rivales característicos son Ituzaingó, Argentino de Quilmes, Berazategui, Leandro N. Alem

## Hinchada
La hinchada se llama los Legendarios 23, la Banda del Pepe. Alguno de sus lemas más importantes son “El Silencio es Salud”, “Zarpado en Atrevido” y/o “Ni en las Buenas, ni en las Malas. Siempre”.
El día del hincha de Claypole, se celebra el 24 de mayo, por la primera reunión de la Agrupación del hincha, sobre el futuro de las tribunas del estadio.

## Uniforme
| Titular | Alternativa | Tercera |  |

### Indumentaria y patrocinador
| Período       | Proveedor  |
| ------------- | ---------- |
| 1980-1984     | Uribarri   |
| 1985-1994     | Nanque     |
| 1994-1996     | D-Tap      |
| 1996-1998     | Taiyo      |
| 1998-2000     | Shinko     |
| 2000-2002     | Dana       |
| 2002-2003     | Don Balón  |
| 2003-2004     | Iponoo     |
| 2004-2013     | Dana       |
| 2013-2014     | Retiel     |
| 2014          | Ohcan      |
| 2015          | Full 10    |
| 2016          | Dana       |
| 2016-2018     | Sport 2000 |
| 2018          | Tactika    |
| 2019          | Sport 2000 |
| 2020-2021     | Meglio     |
| 2022          | Ansiada    |
| 2023-Presente | Claysport  |

| Período       | Patrocinador                      |
| ------------- | --------------------------------- |
| 1980-1988     | Ninguno                           |
| 1988-1992     | Sourigues                         |
| 1992-1994     | Cañete Hermanos                   |
| 1994-1996     | La Jungla Deportes                |
| 1996-2000     | Viviendas Paraíso                 |
| 2000-2002     | Dana                              |
| 2002-2004     | DPO Deportes                      |
| 2004-2006     | Transportes AMG/Viviendas Paraíso |
| 2006-2010     | Viviendas Paraíso                 |
| 2010-2011     | Cooperativa de Agua y Soda        |
| 2011-2014     | Sami Salud/Viviendas Paraíso      |
| 2014          | Sami Salud                        |
| 2015          | Fotocopiadora Nestor              |
| 2016-2018     | Distribuidora Larrea/Córner       |
| 2018          | Remis Claypole City               |
| 2019          | Córner                            |
| 2019-2020     | Metal Solver/Enigma Club          |
| 2021-Presente | E-Comex/Metal Solver              |

## Estadio
El estadio de Claypole fue inaugurado en 1979 con el nombre de «César Luis Menotti», que acababa de ser campeón mundial como director técnico de la Selección Argentina. Más tarde fue rebautizado como «Rodolfo Vicente Capocasa», en reconocimiento al fallecido expresidente, impulsor de la afiliación del club a la AFA y de la construcción del estadio.
El mismo tiene capacidad para 4.000 personas aproximadamente con una tribuna popular de 38 escalones y se encuentra en Av. Lacaze y 17 de Octubre, al costado del puente de Claypole. Que cuenta con una platea y una tribuna popular (remodelada a platea), y la nueva tribuna, con el nombre "Ciudad de Claypole" que duplico su capacidad.

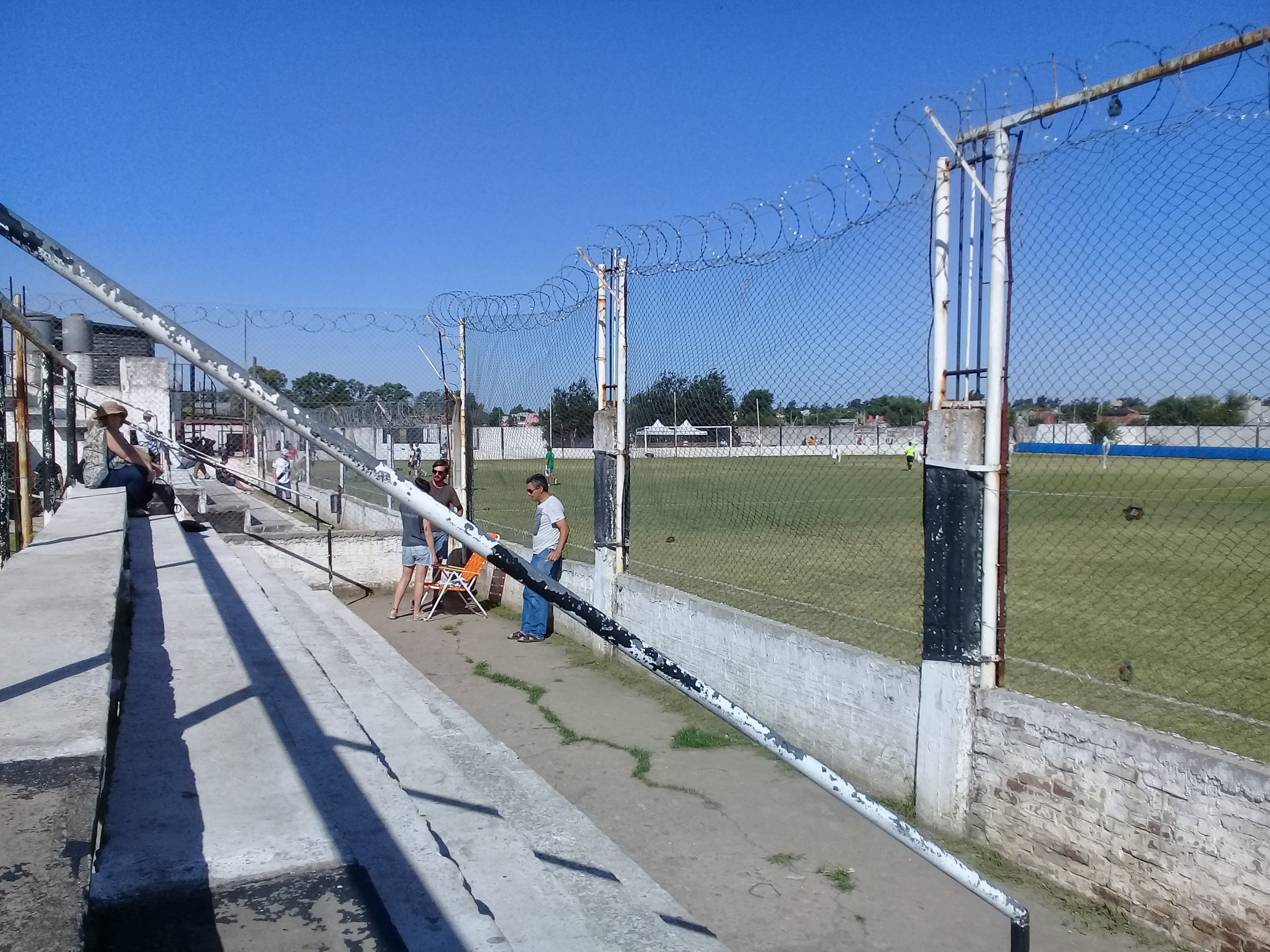
Sector popular estadio de Claypole.

## Jugadores

### Mercado de pases
| Altas               | Altas         | Altas              | Altas    | Altas    | Altas    | Altas    |
| Jugador             | Posición      | Procedencia        | Tipo     |          |          |          |
| Invierno            | Invierno      | Invierno           | Invierno | Invierno | Invierno | Invierno |
| ------------------- | ------------- | ------------------ | -------- | -------- | -------- | -------- |
| Guillermo Torres    | Arquero       | Deportivo Armenio  | Libre.   |          |          |          |
| Franco Pezzani      | Defensor      | Arsenal            | Libre.   |          |          |          |
| Alan Castillo       | Defensor      | San Telmo          | Libre.   |          |          |          |
| Emanuel Díaz        | Defensor      | Juventud de Bernal | Libre.   |          |          |          |
| Jorge Miño          | Defensor      | Temperley          | Libre.   |          |          |          |
| Matías Ormart       | Defensor      | Atlas              | Libre.   |          |          |          |
| Ramiro Ramírez      | Mediocampista | Nueva Chicago      | Libre.   |          |          |          |
| Matías Sarmiento    | Mediocampista | Juventud de Bernal | Libre.   |          |          |          |
| Adrián Medina       | Mediocampista | Deportivo Morón    | Libre.   |          |          |          |
| Elías Fernández     | Mediocampista | Lugano             | Libre.   |          |          |          |
| Facundo Amarilla    | Mediocampista | Unión de Santa Fe  | Libre.   |          |          |          |
| Facundo Ferros      | Mediocampista | Luján              | Libre.   |          |          |          |
| Martín Pacheco      | Mediocampista | Dock Sud           | Libre.   |          |          |          |
| Gabriel Preti       | Delantero     | Lugano             | Libre.   |          |          |          |
| Gabriel Villafañe   | Delantero     | Agente libre.      | Libre.   |          |          |          |
| Kevin Juan          | Delantero     | Argentino de Merlo | Libre.   |          |          |          |
| Sergio Liparoti     | Delantero     | General Lamadrid   | Libre.   |          |          |          |
| Verano              |               |                    |          |          |          |          |
| Sergio Alfonzo      | Mediocampista | Fénix              | Libre.   |          |          |          |
| Mauro Romay         | Mediocampista | Juventud Unida     | Libre.   |          |          |          |
| Mariano Trincavelli | Delantero     | Colón de Chivilcoy | Libre.   |          |          |          |
| Gastón Cueto        | Delantero     | Juventud Unida     | Libre.   |          |          |          |

| Bajas             | Bajas     | Bajas         | Bajas                  | Bajas    | Bajas    | Bajas    |
| Jugador           | Posición  | Destino       | Tipo                   |          |          |          |
| Invierno          | Invierno  | Invierno      | Invierno               | Invierno | Invierno | Invierno |
| ----------------- | --------- | ------------- | ---------------------- | -------- | -------- | -------- |
| Maximiliano López | Arquero   | Agente libre. | Fin de contrato.       |          |          |          |
| Matías González   | Defensor  | Agente libre. | Fin de contrato.       |          |          |          |
| John Sevillano    | Defensor  | Agente libre. | Fin de contrato.       |          |          |          |
| Iván Boleggi      | Defensor  | Agente libre. | Fin de contrato.       |          |          |          |
| Matías Cejas      | Volante   | Agente libre. | Fin de contrato.       |          |          |          |
| Sebastián Formato | Volante   | Agente libre. | Fin de contrato.       |          |          |          |
| Joan Guerra       | Volante   | Agente libre. | Fin de contrato.       |          |          |          |
| Lautaro González  | Volante   | Agente libre. | Fin de contrato.       |          |          |          |
| Matías Cardozo    | Volante   | Agente libre. | Fin de contrato.       |          |          |          |
| Javier Inglesi    | Volante   | Agente libre. | Fin de contrato.       |          |          |          |
| Kevin Aballay     | Delantero | Agente libre. | Fin de contrato.       |          |          |          |
| Facundo Pabesi    | Delantero | Agente libre. | Fin de contrato.       |          |          |          |
| Franco Jara       | Delantero | Agente libre. | Fin de contrato.       |          |          |          |
| Facundo Paye      | Delantero | Agente libre. | Fin de contrato.       |          |          |          |
| Martín Yedro      | Delantero | Agente libre. | Fin de contrato.       |          |          |          |
| Gastón Aranda     | Delantero | Real Pilar    | Fin de contrato.       |          |          |          |
| Verano            |           |               |                        |          |          |          |
| Rodrigo Delgado   | Defensor  | Agente libre. | Rescisión de contrato. |          |          |          |
| Facundo Ferros    | Volante   | Agente libre. | Rescisión de contrato. |          |          |          |
| Franco Petrovich  | Volante   | Agente libre. | Rescisión de contrato. |          |          |          |

## Actividades del club
Es muy importante la acción comunitaria de la institución, que está incluida en planes oficiales del Gobierno de la Provincia de Buenos Aires. Se desarrollan allí las siguientes disciplinas:
- Fútbol
- Fútbol juvenil
- Baby fútbol
- Patín artístico
- Clases de cumbia y axé brasilero
- Boxeo
- Truco
- Bochas
- Baloncesto masculino y femenino
- Balonmano masculino y femenino

## Datos del club
- Temporadas en Primera División: 0
- Temporadas en Segunda División: 0
- Temporadas en Tercera División: 0
- Temporadas en Cuarta división: 23
  - Primera D: 9 (1978-1986)
  - Primera C: 14 (1986/87-1993/94, 1997/98 y 2021-presente)
- Temporadas en Quinta División: 26
  - Primera D: 26 (1994/95-1996/97 y 1998/99-2020)

- Temporadas desafiliado: 1 (2018)

## Palmarés

### Torneos nacionales
- Primera D (2): 1996/97,[15] 2020

### Otros logros oficiales
- Ascenso a Primera C por reestructuración[16] (1): 1986
- Campeón del Clausura de Primera D (1): 1997[17]

## Goleadas

### A favor
- En Primera C:
  - 6-1 a Deportivo Riestra en 1986`
  - 4-0 A General Lamadrid en 2023`
  - 5-0 a Sportivo Barracas en 2023`

- En Primera D:
  - 8-1 a Sportivo Barracas en 1983
  - 6-0 a Colegiales en 1985
  - 7-2 a Centro Español en 2017
  - 6-1 a Sportivo Barracas en 2006
  - 5-0 a Puerto Nuevo en 2017
  - 5-1 a Centro Español en 1984
  - 5-2 a Luján en 1986
  - 5-2 a Centro Español en 2019

### En contra
- En Primera C:
  - 0-7 vs Excursionistas en 1987
  - 0-4 vs Brown de Adrogué en 1992

- En Primera D:
  - 1-8 vs Sacachispas en 2003
  - 0-5 vs Atlas en 1999
  - 0-5 vs Juventud Unida en 2013